# Сборная Мьянмы по футболу
Сборная Мьянмы по футболу — национальная футбольная команда Мьянмы, управляемая Футбольной федерацией Мьянмы. До 1989 года, когда Бирма была переименована в Мьянму, носила название Сборная Бирмы по футболу. На Кубке Азии 1968 года заняла второе место, но потом не попадала на чемпионат.

## Чемпионат мира
- 1930 до 1938 — не участвовала
- 1950 — отказалась
- 1954 до 1990 — не участвовала
- 1994 — забрала заявку
- 1998 — не участвовала
- 2002 — забрала заявку
- 2006 — дисквалифицирована
- 2010 до 2026 — не прошла квалификацию

## Кубок Азии по футболу
- 1956 до 1964 — не участвовала
- 1968 — 2 место
- 1972 до 1992 — не участвовала
- 1996 до 2004 — не прошла квалификацию
- 2007 до 2011 — не участвовала
- 2015 до 2023 — не прошла квалификацию

## Чемпионат АСЕАН по футболу
- 1996 до 2002 — 1 тур
- 2004 — полуфинал
- 2007 — 1 тур